# Ronen Lew
Ronen Lew (ur. 22 września 1968) – izraelski szachista, arcymistrz od 1995 roku.

## Kariera szachowa
W latach 1984 i 1987 zdobył złote medale w mistrzostwach Izraela juniorów do 20 lat. Trzykrotnie reprezentował swój kraj na mistrzostwach Europy w tej kategorii wiekowej, największy sukces odnosząc na przełomie 1988 i 1989 r. w Arnhem, gdzie zdobył brązowy medal. W 1988 r. jedyny raz w karierze wystąpił na szachowej olimpiadzie, a rok później – na drużynowych mistrzostwach Europy. Wielokrotnie startował w finałach indywidualnych mistrzostw Izraela, największy sukces odnosząc w 1992 r. w Ramat Ganie, gdzie wspólnie z Ilią Smirinem i Alonem Greenfeldem podzielił I miejsce.
Odniósł kilka sukcesów w turniejach międzynarodowych, m.in. trzykrotnie w Tel Awiwie: IV m. w 1989 r. (za Michaiłem Gurewiczem, Jörgiem Hicklem i Ilanem Manorem), dz. II m. w 1990 r. (za Lwem Psachisem, wspólnie z Michaiłem Talem i Pią Cramling) oraz dz. I m. w 1994 r. (wspólnie z Ramem Sofferem).
Najwyższy ranking w karierze osiągnął 1 stycznia 1995 r., z wynikiem 2505 punktów dzielił wówczas 14-16. miejsce wśród izraelskich szachistów.